# Друзі з табору
«Друзі з табору» (рос. «Друзья из табора») — радянський художній фільм 1938 року, знятий режисерами Дмитром Варламовим і Григорієм Ломідзе на кіностудії «Союздитфільм».

## Сюжет
Про сміливого підлітка — цигана Яшу, який потрапив в руки білогвардійців. Побитий ворогами, він все ж втік від денікінців і повідомив командуванню Червоної Армії важливі відомості.

## У ролях
- Микола Сморчков — Яша Шевердін
- Наталія Єфрон — мати Яши
- Іван Козлов — батько Яши
- Сергій Вечеслов — Михайло Єгорович Можаєв, командир загону тульських робітників
- Володимир Дорофєєв — Кузьмич, помічник Можаєва
- Микола Горлов — Касьян Сергійович, боєць-кухар
- Сергій Ніконов — Рожков, боєць
- Микола Арський — Поль Казберюк, матрос-боєць
- Сергій Мартінсон — Головін, ротмістр, командир білого ескадрону
- Костянтин Немоляєв — єфрейтор
- Микола Крючков — поранений боєць
- Олександр Гречаний — епізод

## Знімальна група
- Режисери — Дмитро Варламов, Григорій Ломідзе
- Сценаристи — Лев Кассіль, Михайло Юдін, Лазар Юдін
- Оператор — Олексій Селянкін
- Композитор — Юрій Нікольський
- Художник — Іван Степанов